# دانیو مروارید
دانیو مروارید (Danio albolineatus) یک ماهی گرمسیری از خانواده مینوو کپورماهیان است. خاستگاه این ماهی سوماترا، میانمار، تایلند و ویتنام ( جزیره فوکوک) میباشد. حداکثر طول آن 6.5 سانتیمتر و در حدود پنج سال عمر می کند. رنگ ماهی ماهی می تواند رنگ زرد مایل به قهوه ای، صورتی یا نقره ای و دارای دو نوار زرد/سفید یا آبی/قرمز باشد. این ماهی ظاهری رنگین تابی دارد. ماهی ماده دو جفت سبیلک دارد.

در طبیعت، دانیو مروارید در امتداد سطح رودخانه های کوچک و شفاف و نهرهای تپه ای یافت می شود. آبی با درجه پی‌اچ بین 6 تا 8 و سختی 5 تا 19 و دامنه دمایی بین 20 تا 25 درجه سانتیگراد زندگی می‌کنند. رژیم غذایی آنها بیشتر از حشرات و زئوپلانکتون ها تشکیل شده است. دانیو مروارید یک ماهی تخم‌گذار است. انواع طلایی رنگی که اغلب در مغازه ها دیده می شود، در واقع ماهی های نیمه آلبینو هستند.
1. ↑  Vidthayanon, C. (2012). "Danio albolineatus". The IUCN Red List of Threatened Species. IUCN. 2012: e.T180844A1669179. doi:10.2305/IUCN.UK.2012-1.RLTS.T180844A1669179.en. Retrieved 15 January 2018.
2. ↑  Kullander, S.O. (2015). "Taxonomy of chain Danio, an Indo-Myanmar species assemblage, with descriptions of four new species (Teleostei: Cyprinidae)" (PDF). Ichthyological Exploration of Freshwaters. 25 (4): 357–380.
3. ↑  Froese, Rainer, and Daniel Pauly, eds. (2015). "{{{1}}} {{{2}}}" in FishBase. April 2015 version.
4. ↑  Danio abolineatus